# August Staas
August Staas (* 1859; † 1934) war ein deutscher Politiker und der achtzehnte und vorletzte Bürgermeister der seinerzeit noch selbständigen Bürgermeisterei Ronsdorf im Landkreis Lennep in der zu Preußen gehörenden Rheinprovinz.
Er wurde am 24. Juli 1896 zum Bürgermeister der Stadt gewählt und hatte dieses Amt bis 1924 inne. Sein Nachfolger war Richard Wagner, der von 1924 bis 1929 (dem Zeitpunkt der Eingemeindung in die neu gegründete Großstadt Wuppertal) der letzte Bürgermeister von Ronsdorf war.
In seine Amtszeit fiel die Errichtung des Elektrizitätswerks, der Ronsdorfer Talsperre und der Preußischen Bandwirkerschule.

## Auszeichnungen und Ehrungen
Nach August Staas ist heute in Ronsdorf die Staasstraße benannt, eine innerörtliche Durchgangs- und Einkaufsstraße. Die heutige Einbahnstraße ist auf der östlichen Seite durchgängig bebaut und besitzt Einzelhandelsgeschäfte in der Erdgeschossebene, während dieses für die westliche Seite nur im Unteren Abschnitt zutrifft. Der nördliche Straßenabschnitt wird begrenzt von dem Marktplatz und dem sich unmittelbar anschließenden Bandwirkerplatz sowie dem lokalen Verwaltungsgebäude.